# Günter Bialas
Günter Friedrich Bialas (* 19. Juli 1907 in Bielschowitz, Oberschlesien; † 8. Juli 1995 in Glonn, Oberbayern) war ein deutscher Komponist und Hochschullehrer.

## Werdegang
Er ist der Sohn von Friedrich und Marie geb. Kijora. Bialas erhielt 1922 bis 1925 in Katowice Klavier- und Theorieunterricht bei Fritz Lubrich (1888–1971), einem Schüler von Max Reger. Nach dem Abitur am deutschen Gymnasium in Katowice begann er 1926 ein Studium der Musikwissenschaft, Germanistik und Geschichte an der Friedrich-Wilhelms-Universität Breslau. Von 1927 bis 1931 studierte er Schulmusik an der Preußischen Akademie in Berlin. Von 1934 bis 1937 unterrichtete er an der Frauenoberschule der Ursulinen in Breslau-Carlowitz.
Weiteren Kompositionsunterricht nahm er bei Max Trapp in Berlin. Über rumänische Freunde lernte er Sergiu Celibidache kennen und bereitete ihn für die Aufnahmeprüfung an der Berliner Musikhochschule vor. 1939 wurde er als Dozent für Musiktheorie und Komposition an das Institut für Musikerziehung der Universität Breslau berufen. Nach Kriegsdienst und Gefangenschaft (1941–1945) floh er mit seiner Frau, der Sängerin Gerda Specht, von Schlesien nach Bayern und wurde 1946 Leiter des Münchner Bach-Vereins.
Von 1947 bis 1959 wirkte er als Kompositionslehrer an der Nordwestdeutschen Musikakademie, der heutigen Hochschule für Musik Detmold. 1959 wechselte er als Professor für Komposition an die Staatliche Hochschule für Musik in München und unterrichtete dort bis 1972. Seine Schüler haben ihn sehr geschätzt: „Günter Bialas ist ein überaus subtiler Pädagoge ... Die Lebendigkeit, die stilistische Offenheit und die soziale Liberalität ... jenseits von professoralem Dünkel beschreibt Ulrich Stranz sehr anschaulich in seinem ... Nachruf auf den hoch verehrten Lehrer und Freund ...“
1962 ließ er sich ein Haus vom Münchner Architektenpaar Grete und Werner Wirsing errichten.
Die Bayerische Akademie der Schönen Künste, deren Musikabteilung Bialas zwischen 1974 und 1979 leitete, vergab 1998 bis 2013 alle zwei Jahre den von der GEMA-Stiftung finanzierten Gerda-und-Günter-Bialas-Preis für Komposition.
Nach seinem Tod wurde in seinem letzten oberbayerischen Wohnort Glonn eine Straße nach ihm benannt. Ein Zusatzschild weist auf den Namensgeber und seine Lebensdaten hin.

## Werkauswahl
Bühnenwerke
- Jorinde und Joringel. Märchen mit Musik (Melodram). Libretto: nach Grimms Märchen. UA 1963 Kassel
- Hero und Leander. Oper in 7 Bildern. Libretto: Eric Spiess (nach Grillparzer und Musaios). UA am 8. September 1966 Mannheim (Nationaltheater)
- Die Geschichte von Aucassin und Nicolette. Oper in 13 Bildern. Libretto: Tankred Dorst (nach einer Chantefable aus dem 13. Jahrhundert). UA am 13. Dezember 1969 München (Cuvilliés-Theater)
- Der gestiefelte Kater oder Wie man das Spiel spielt. Komische Oper in 2 Akten. Libretto: Tankred Dorst (nach Ludwig Tieck). UA am 15. Mai 1975 Schwetzingen (Festspiele; Ensemble der Hamburgischen Staatsoper). Neufassung: 1987 München
- Aus der Matratzengruft. Liederspiel. Libretto: nach Heinrich Heine. UA 1992 Kiel

Ballett
- Meyerbeer-Paraphrasen (UA 1974 Hamburg)

Oratorium
- Im Anfang – Schöpfungsgeschichte nach Martin Buber (1961) für drei Echostimmen, Chor und Orchester
- Lamento di Orlando (1983–85) für Bariton, gemischten Chor und Orchester

Kantaten
- Indianische Kantate nach Eingeborenen-Dichtungen (1949) für Bariton, Kammerchor, 8 Instrumente und Schlagzeug
- Preisungen nach Martin Buber (1964) für Bariton und Orchester

Orchester
- Romanzero (1955)
- Seranata (1955)
- Sinfonia Piccola (1960)
- Waldmusik (1977)
- Der Weg nach Eisenstadt – Haydn-Fantasien (1980)
- Marsch-Fantasie (1987)
- Ländler-Fantasie (1989)

Konzerte
- Concerto Lirico für Klavier und Orchester (1967)
- Introitus – Exodus für Orgel und Orchester (1976)
- Musik für Klavier und Orchester (1990)
- Zweites Konzert für Violoncello und Orchester (1992)
- Trauermusik: in memoriam Hansjörg Schmitthenner für Viola und Orchester (1994)

Kammermusik
- Musik für 11 Streicher (1970)
- 5 Streichquartette (1935, 1949, 1968, 1986, 1991)
- 2 Saxophonquartette (Sechs Bagatellen 1986, Kunst des Kanons 1991)
- Trio (1981) für Violine, Violoncello und Klavier
- Herbstzeit (1982) für Streichtrio und Klavier
- Neun Bagatellen(1984) für Bläsertrio, Streichtrio und Klavier
- Moments musicaux III (1975–76) für Klarinette, Violoncello und Klavier
- Fünf Duette für Viola und Violoncello (1988)

Solowerke
- Lamento, vier Intermezzi und Marsch (1986) für Klavier

## Ehrungen, Mitgliedschaften
- 1954 Großer Preis für Musik des Landes Nordrhein-Westfalen
- 1962 Münchner Musikpreis
- 1964 Johann-Wenzel-Stamitz-Preis
- 1967 Musikpreis der Bayerischen Akademie der Schönen Künste
- 1968 Verdienstkreuz 1. Klasse der Bundesrepublik Deutschland
- 1971 Ordentliches Mitglied der Bayerischen Akademie der Schönen Künste
- 1977 Bayerischer Verdienstorden
- 1980 Kulturpreis Schlesien des Landes Niedersachsen
- 1987 Kultureller Ehrenpreis der Landeshauptstadt München
- 1988 Plöner Musikpreis
- 1991 Bayerischer Maximiliansorden für Wissenschaft und Kunst
- 1992 Goldene Ehrenmünze der Landeshauptstadt München[3]

## Schüler von Günter Bialas
- Hans Gresser (1921–2003)
- Harry Höfer (1921–2007)
- Klaus Hashagen (1924–1998)
- Gottfried Michael Koenig (1926–2021)
- Manfred Kluge (1928–1971)
- Gerd Zacher (1929–2014)
- Albrecht Gürsching (1934–2017)
- Nicolaus A. Huber (* 1939)
- Wilfried Hiller (* 1941)
- Michael Rüggeberg (* 1941)
- Christian Ridil (* 1943)
- Peter Kiesewetter (1945–2012)
- Wolfgang Zoubek (1945–2007)
- Ulrich Stranz (1946–2004)
- Heinz Winbeck (1946–2019)
- Peter Michael Hamel (* 1947)
- Paul Engel (1949–2025)
- Jürgen Maehder (* 1950)
- Michael Denhoff (* 1955)